# 21007 Lo Campo
21007 Lo Campo è un asteroide della fascia principale. Scoperto nel 1988, presenta un'orbita caratterizzata da un semiasse maggiore pari a 2,191403 UA e da un'eccentricità di 0,100195, inclinata di 4,218816° rispetto all'eclittica. Ha un diametro di 3,436 km.